# Festival de Cinema de Birmingham
O Festival de Cinema de Birmingham (B.F.F; em inglês: The Birmingham Film Festival) é um festival internacional de exibições, eventos e prêmios para cineastas de todo o mundo que foi fundado em 2016, dura três dias em novembro e acontece em Birmingham, uma cidade e distrito metropolitano (oficialmente Cidade e Distrito Metropolitano de Birmingham (em inglês:  City and Metropolitan Borough of Birmingham)) do condado de Midlands Ocidentais (em inglês: West Midlands), na Inglaterra, país do Reino Unido. O Grande Prêmio do festival (o prêmio B.F.F Bull) é concedido em homenagem ao patrocinador do festival, Steven Knight, criador de Peaky Blinders, série de televisão britânica. Kevin McDonagh é o presidente do festival e Dean Williams é o executivo-chefe.

## Local
O festival acontece dentro do complexo de conferências Millennium Point que contém vários espaços para eventos, incluindo um auditório; o Birmingham Science Museum, a Birmingham School of Acting e a Faculdade de Computação, Engenharia da Birmingham City University e uma parte do Birmingham Metropolitan College. A instituição de caridade responsável pelo Millennium Point Charitable Trust; fornece uma porcentagem dos lucros da atividade comercial da organização a serem investidos em projetos e iniciativas que apoiam STEM e educação em West Midlands. Em 2018, o Millennium Point Charitable Trust contribuiu com mais de £ 4,8 milhões para a região através de seu trabalho de caridade. O complexo foi inaugurado oficialmente pela rainha Isabel II do Reino Unido em 2 de julho de 2002, embora estivesse em uso desde o ano anterior.

## Cerimônia anual
A cerimônia de premiação (em inglês: Gala Awards Ceremony) ocorre em novembro em o ‘Macdonald Burlington Hotel’. Os prêmios estão na maior parte abertos a todas as nacionalidades.

## Categorias de premiação

### Melhor atriz
| Ano  | Atriz            | Papel       |
| ---- | ---------------- | ----------- |
| 2019 | Donna Taylor     | The Edge    |
| 2018 | Veronica Osimani | New You     |
| 2016 | Kathryn Hanke    | Polterheist |

### Melhor ator
| Ano  | Ator          | Papel    |
| ---- | ------------- | -------- |
| 2019 | Dean Kilbey   | The Edge |
| 2018 | Johnny Vivash | New You  |
| 2016 | Johnny Vivash | Big Bird |

### Melhor Filme Geral (B.F.F Bull Award)
| Ano  | Papel        |
| ---- | ------------ |
| 2019 | Hello Darlin |
| 2018 | EPIPHANY     |
| 2016 | BEVERLY      |

### Melhor Documentário
| Ano  | Papel                        |
| ---- | ---------------------------- |
| 2019 | Bet On Yourself              |
| 2018 | Looking for the Perfect Beat |
| 2016 | GRANDFATHER                  |

- Melhor característica
- Melhor Curta
- Melhor Jovem Cineasta (menores de 18 anos)
- Melhor Ator Jovem (menores de 18 anos)
- Melhor Jovem Criativo (menores de 18 anos)
- Melhor Filme Local (baseado em Birmingham, temático ou elenco e equipe)
- Prêmio Facers Adversity (para qualquer cineasta que superou desafios significativos)
- Melhor Cinematografia
- Melhor Filme Estrangeiro
- Melhor Trilha Sonora Original
- Melhor Figurino
- Melhor Edição
- Melhor Cabelo e Maquiagem
- Melhor Design de Produção
- Melhores Efeitos Especiais